# Cucina honduregna

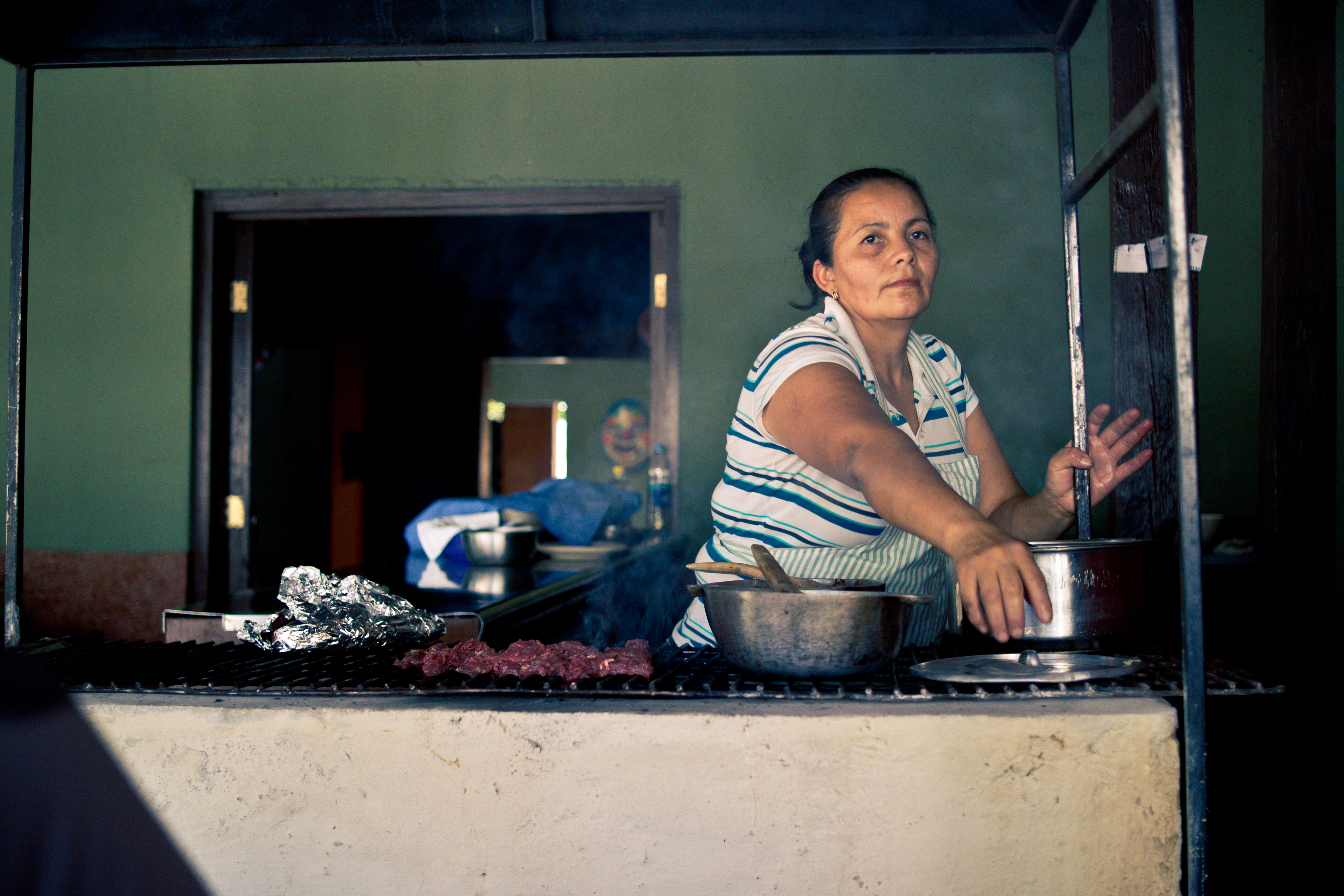
Una donna honduregna dedita alla cucina, Valle de Ángeles

La cucina honduregna è stata influenzata dalla storia e dalle condizioni geografiche e climatiche dell'Honduras, paese prevalentemente montuoso con solo il 9,53 % di terra arabile.

## Storia
Il ritrovamento presso il sito archeologico di Copán di una pietra usata per pestare il mais per la preparazione dei nacatamal risalente al 1300 a.C. attesta la chiara origine maya della cucina honduregna.
L'Honduras fu visitato da Cristoforo Colombo durante il suo quarto e ultimo viaggio nelle Americhe. Gli spagnoli introdussero nell'area diversi cibi del vecchio continente, poi gli insediamenti degli inglesi, delle aziende statunitensi dedite all'esportazione di frutta e delle comunità libanesi e palestinesi insediatesi nel XX secolo hanno ulteriormente contribuito a plasmare la cultura culinaria locale. La maggioranza degli honduregni è meticcia (mestizo), con pochi gruppi etnici nativi come i garifuna che vivono sulle coste settentrionali del paese, la cui cucina ha subito influenze africane.

## Caratteristiche principali

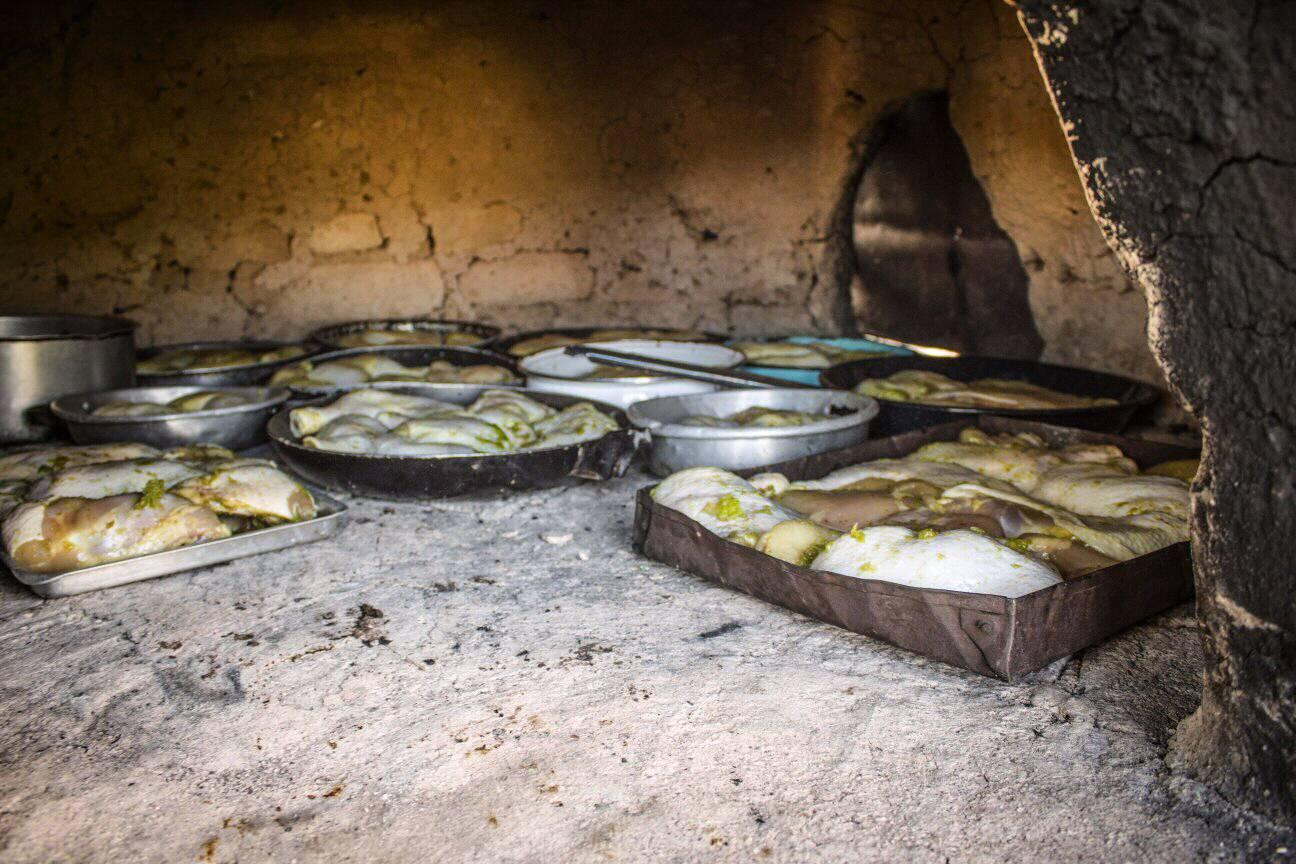
Cibo tipico honduregno cotto al forno

Gli alimenti principali della dieta honduregna sono il mais e il riso. Anche i fagioli, soprattutto quelli rossi e neri, occupano un ruolo importante, e possono essere bolliti o soffritti. La carne arrosto (asado) è la principale fonte di proteine per gli honduregni, mentre il consumo di pesce interessa limitatamente le zone costiere. Qui sono reperibili gamberi, aragoste, strombo, pesce essiccato salato, tartarughe e vongole.
La frutta tropicale abbonda nell'Honduras ed è base di svariati succhi. Sono reperibili cocco, papaya, mango, guava, limetta, limone, arancio amaro, ananas, sapota, maracuja, avocado, cerimolia, platani e banane. Tra le verdure più comuni si citano cavolo, carote, zucchine, peperoni verdi, peperoncini, cipolle, aglio, pomodori, chayote, manioca, patate, taro, igname e patate dolci.

## Metodi di cottura e condimenti

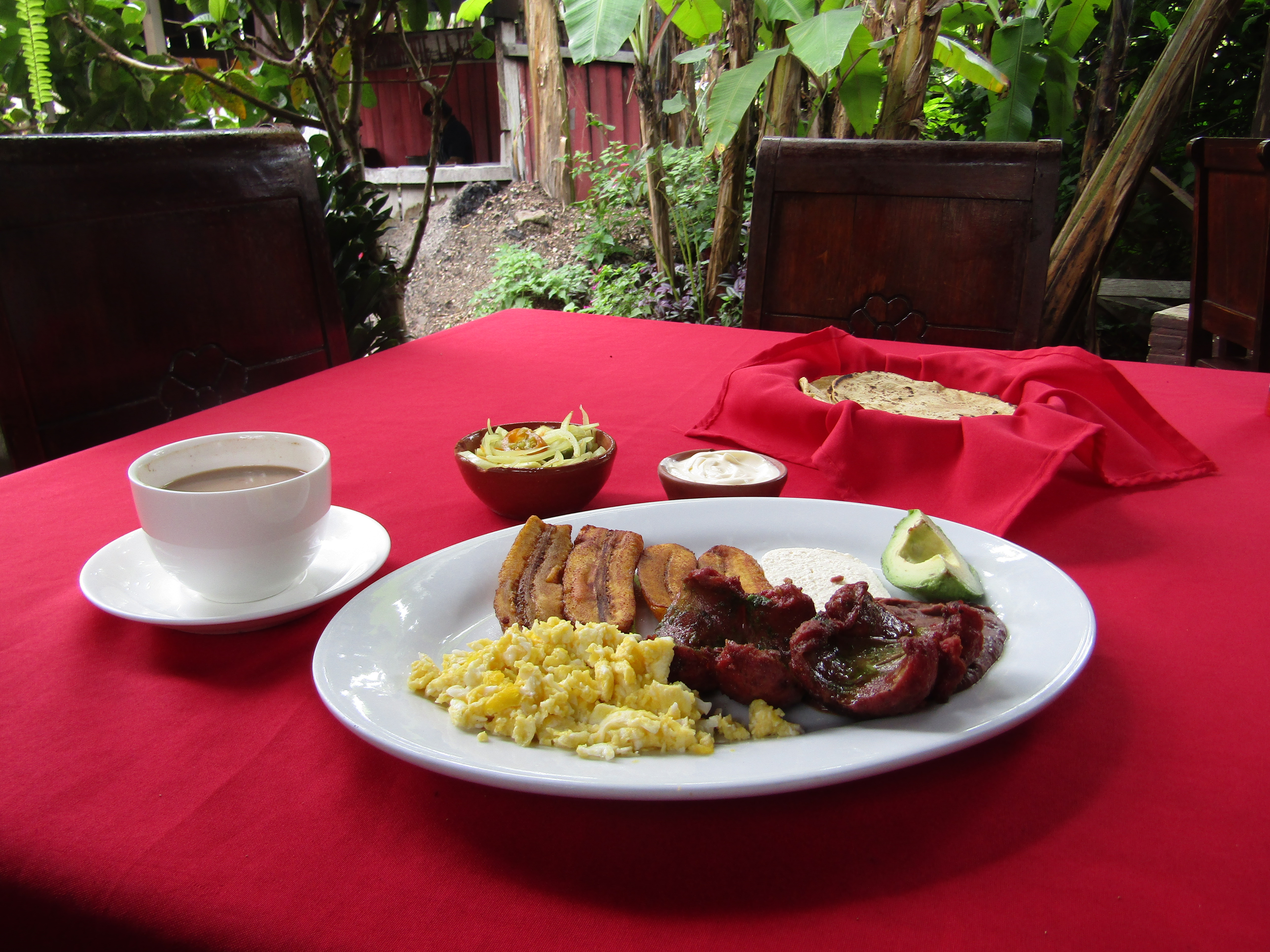
Colazione honduregna

Tradizionalmente gli honduregni preparano i cibi su un braciere posto in una cucina esterna. I pech dispongono di ciotole e cucchiai di legno, utensili di metallo o di plastica e recipienti di terracotta. Tra i principali metodi di cottura si annoverano la bollitura, la cottura al forno, la frittura, gli stufati, gli arrosti e le grigliate. Le tortilla e i fagioli sono gli alimenti più diffusi e vengono solitamente bolliti. Il mais viene mescolato con il cal (idrossido di calcio) e pestato per dare forma al nixtamal.
I principali condimenti impiegati sono cumino, coriandolo, coriandolo messicano, peperoncini, sale, pepe nero, achiote, cannella, chiodi di gafofano, vaniglia, succhi di agrumi, aceto e lardo. L'olio più diffuso è quello di palma. Un condimento particolarmente diffuso è il recado, una specie di soffritto a base di aglio, cipolla, peperoni e achiote passato in olio piccante. Alcuni impiegano l'alguashte, un addensante fatto con semi di zucchine tostati, oppure il chimol, una salsa simile al pico de gallo della cucina messicana a base di pomodori, cipolle, pepe e sale. Anche la curcuma e la juniata (Piper auritum) sono condimenti importanti. La seconda è maggiormente diffusa sulla costa nordorientale.

## Piatti principali

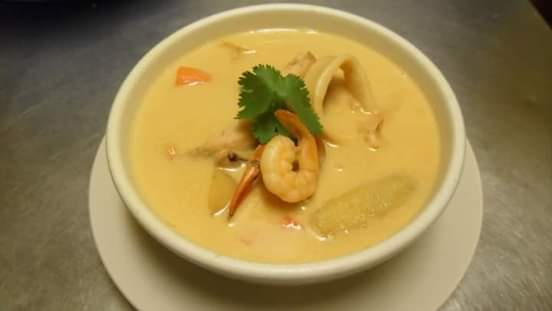
Sopa de caracol

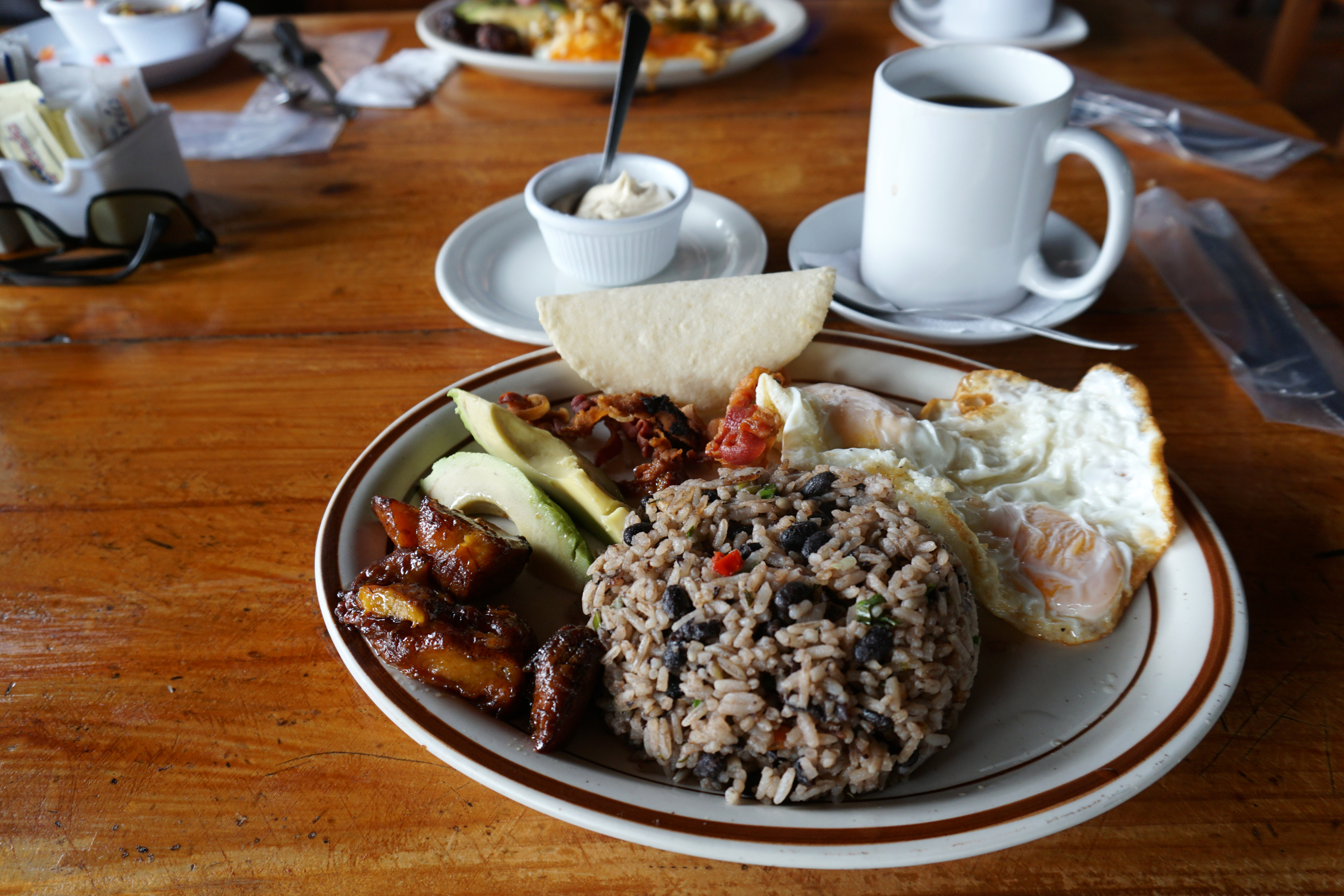
Casamiento

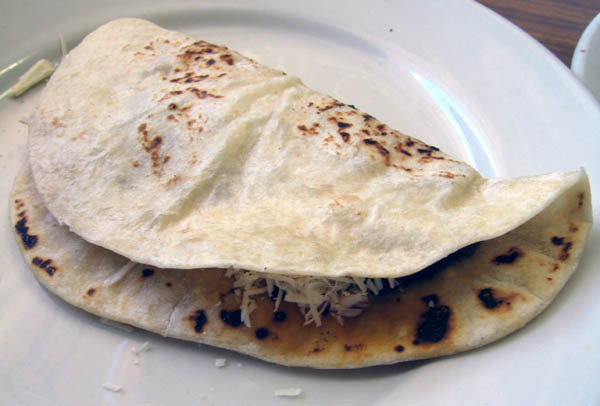
Baleada

La colazione honduregna consiste tradizionalmente in un plato tipico: uova fritte, fagioli fritti, platani fritti, crema mantequila (crema al burro), salsiccia, toritlla o pane e caffè. Talvolta viene bollito del latte aromatizzato con cannella, zucchero e scorza di limone, al quale vengono aggiunte molliche di pane.
Il pranzo, se consumato a casa, prevede una variante del plato tipico con carne, fagioli, riso, insalata, toritlla o pane e succhi di frutta. Talvolta viene consumato qualcosa di più leggero come la sopa de olla (uno stufato di carne e verdure) accompagnata dai sottceti (encurtidos). La cena può essere simile al pranzo, con la differenza che la carne non viene grigliata o arrostita, ma cucinata in umido come nel caso dell'encebollado (con cipolle) o dell'entomatada (con pomodoro). Altri piatti tipici possono essere l'enchilada, quesadilla o tortilla con fagioli accompagnate da zuppa di pollo o sopa de mondongo (zuppa di trippa).
Il moros y cristianos è un piatto a base di riso chiamato così in onore della cacciata degli arabi (i mori) da parte degli spagnoli ai tempi della colonizzazione europea delle Americhe, mentre il gallo pinto (riso e fagioli) è un piatto che un tempo veniva chiamato casamiento ("matrimonio"), locuzione ormai in disuso. Riso e tortilla possono essere accompagnai dal picadillo, un condimento di carne macinata con cumino e zucchine tritate.
I piatti di pesce, diffusi sulla costa settentrionale, comprendono pesce fritto accompagnato dal bando (uno stufato di pesce) o dalla sopra de hombre, una zuppa di pesce ritenuta in grado di combattere i postumi dell'ubriachezza. Un piatto nazionale honduregno a base di pesce è la sopa de caracol, una zuppa di strombo.
La frutta viene impiegata abbondantemente in cucina, come in molti stati caraibici. Ad esempio il cocco aromatizza il riso e gli stufati oppure può essere la base per un tipo di pane diffuso tra i garifuna, mentre la guava viene ridotta ad una pasta servita con formaggio, dando origine a un dolce di discendenze spagnole. I platani possono essere fritti, come nel caso delle tajada, mentre il mais può essere impiegato nelle frita, degli snack fritti di mais, latte e zucchero, oppure in bevande simile ai messicani posol e horchata. Altri spuntini includono i tamales di vario tipo, le pupusa (delle tortilla spesse con fagioli e carne) e le torreja (dei dolci fatti con pane di mais arrostito). Un altro tipo di tortilla diffuso è la baleada, ripiena di fagioli, formaggio e altri ingredienti.
Il latte è impiegato per poche ricette come la crema mantequila (crema al burro), il queso blanco, il quesillo e il dulce de leche. Un dolce molto popolare è la paleta, una sorta di ghiacciolo fatto in casa. Alcuni dolci popolari includono i pastelito (fatti con crosta di mais avanzata e ripieni di riso e carne), il risolatte (arroz con leche) e la tres leches (una torta fatta con tre tipi di latte).
Le bevande alcoliche più diffuse sono il rum, l'aguardiente e il guaro, un superalcolico ottenuto dalla canna da zucchero. La chicha de piña è una bevanda fatta in casa ottenuta dalla distillazione dell'ananas, mentre il giffiti è un liquore alle erbe preparato dai garifuna. I marchi di birra più noti sono Salva Vida, Port Royal, Barena e Imperial.